# 久子内親王 (仁明天皇皇女)
久子内親王（きゅうしないしんのう）は、仁明天皇の第七皇女または第八皇女。母は従五位上・高宗女王。伊勢斎宮。
天長10年（833年）3月26日、父の仁明天皇の即位により斎宮に卜定される（賀茂斎院・高子内親王も同日卜定）。承和2年（835年）9月5日、伊勢に群行。嘉祥3年（850年）3月21日、仁明天皇の崩御により在任17年で退下。清和天皇の治世末期の貞観18年（876年）6月18日、無品のまま没した。